# U 3008 (Kriegsmarine)
De U 3008 was een Type XXI U-boot bij de Duitse Kriegsmarine tijdens de Tweede Wereldoorlog.

## Geschiedenis
De U 3008 werd in opdracht gegeven op 6 november 1943. De tewaterlating gebeurde op 14 september 1944 op de Marinescheepswerf van AG Weser, Bremen (werk 1167).

## Bevelhebbers
- 19 okt. 1944 - maart 1945:  Kptlt. Fokko Schlömer
- Maart 1945 - 8 mei 1945:  Kptlt. Helmut Manseck

## Carrière
- Geen patrouilles
- 19 okt. 1944 - 1 april 1945: 4. Unterseebootsflottille (opleiding)
- 1 april 1945 - 8 mei 1945: 11. Unterseebootsflottille (frontboot)

## Successen
- Geen schepen tot zinken gebracht of beschadigde schepen

## Ondergang
De boot verliet Wilhelmshaven, Duitsland voor haar laatste oorlogspatrouille op 3 mei 1945.
Op 21 juni 1945 werd zij uit Wilhelmshaven weggebracht naar Loch Ryan. Daarna werd ze overgebracht naar de Verenigde Staten in augustus 1945. De U 3008 werd gebruikt voor militaire proeven. Ze werd buiten dienst gezet in juli 1948. Ze werd na vernielingstests in mei 1954 tot zinken gebracht. De U 3008 werd in Puerto Rico gesloopt.